# Tomirida
Tomirida ili Tomiris ili Tomirija (današnji Kazahstan, oko 570. — 520. pr. Kr) bila je masagetska kraljica poznata po pobjedi nad perzijskim carem Kirom Velikim.
O masagetskoj kraljici Tomiridi pisalo je više antičkih povjesničara. Tomiridino pleme Masageti živjelo je na granici s tek osnovanim Perzijskim Carstvom u središnjoj Aziji u blizini Aralskoga jezera.
Perzijski car Kir Veliki zaprosio je Tomiridu nastojeći da mirnim putem pripoji državu Masageta svome Carstvu. Naslutivši da je veliki vladar želi oženiti samo iz političkih razloga, Tomirida ga odbija. Kir nije odustajao od namjere da državu Masageta osvoji lukavstvom. Pozvao je neprijatelje na gozbu, gdje ih je poslužio vinom. Masageti, koji do tada nisu nikada vidjeli to piće, brzo su se opili. Perzijski vojnici su potom lako zarobili neprijatelje među kojima je bio i Tomiridin sin Spargapis. Sutradan je mladić zamolio Perzijance da ga oslobode. Nakon toga je počinio samoubojstvo. 
Tomirida je saznavši za sinovljevu smrt, pokrenula sve snage na Perzijance. Herodot piše da je bitka koja je uslijedila bila najveća bitka među drevnim narodima. Kir Veliki, osvajač Medije, Lidije i Babilona, doživio je poraz od Tomiridinih Masageta. U bitci je i poginuo. Tomirida mu je odsjekla glavu i ubacila je u posudu punu krvi. Čuvala je glavu do kraja života i pila iz posude u kojoj je glava stajala.